# کریستیان نودال
کریستیان خسوس گونسالس نودال (۱۱ ژانویه ۱۹۹۹ در کابریسا، سونورا) خواننده و ترانه‌سرا مکزیکی است. در سال ۲۰۱۷ او اولین تک‌آهنگ رسمی و ویدئویی خود «خداحافظ عشق» را منتشر کرد.

## حرفه موسیقی
در سال ۲۰۱۷ او اولین ترانه و ویدیوی رسمی رسمی خود "Adiós amor" را منتشر کرد که نسخه ای از Los Dareyes de la Sierra .2 است. در سال ۲۰۱۷ او اولین آلبوم خود را که من به خودم رها کردم ، منتشر کرد. دیسک حاوی مضامین نویسندگی وی و دیگران که از منطقه مکزیک هستند، چیزی که او سعی داشت از جمله باند، آکاردئون و رنچر را دگرگون کند.